# Zerene eurydice
Espèce
Zerene eurydice est une espèce de lépidoptères de la famille des Pieridae et de la sous-famille des Coliadinae. 
Elle est l'un des symboles de l'État de Californie depuis 1972.

## Dénomination
L'espèce Zerene eurydice a été décrite par Jean-Baptiste Alphonse Dechauffour de Boisduval en 1855, sous le nom de Colias eurydice.
Synonymes : 
- Colias eurydice Boisduval, 1855 — protonyme
- Rhodocera lorquini Boisduval, 1855
- Colias wosnesenskii Ménétriés, 1855
- Megonostoma helena Reakirt, 1863

### Noms vernaculaires
- en anglais : California Dogface

## Description
L'imago de Zerene eurydice est un papillon de taille moyenne à grande (son envergure varie de 51 à 63 mm). 
Ses ailes postérieures sont jaunes, ses ailes antérieures à l'apex en pointe sont de couleur jaune suffusé de rose très largement bordées de noir. La cellule à l'aile antérieure est marquée d'un point noir et l'ensemble avec la découpe de la large bordure marron donne un dessin en forme de « tête de chien » dont l'œil correspond au point discoïdal noir. Il existe un point discocellulaire jaune foncé très peu visible au centre de l'aile postérieure.
Le revers est jaune sans bordure foncée, le point discocellulaire au centre de l'aile antérieure est cerclé de noir et le point discocellulaire au centre de l'aile postérieure est cerclé de rose.

## Biologie
Il vole en deux générations entre février et décembre, la première jusqu'en juillet, la seconde d'août à octobre.

### Plantes hôtes
Les plantes hôtes de sa chenille sont des Trifolium et Amorpha californica.

## Écologie et distribution
L'espèce est résidente sur la côte ouest de l'Amérique du Nord en Californie et à l'extrême nord-ouest du Mexique,.

### Biotope
Il réside dans les bois de conifères.

### Protection
Pas de statut de protection particulier.

## Philatélie
Cette espèce a fait l'objet d'un timbre de l'US postage en 1996 et en 2019, entre autres.